# Mycale arndti
Mycale arndti är en svampdjursart som beskrevs av van Soest 1984. Mycale arndti ingår i släktet Mycale och familjen Mycalidae. Inga underarter finns listade i Catalogue of Life.